# Teutoburger Wald
Der Teutoburger Wald ist ein bis 446,4 m ü. NHN hohes Mittelgebirge im Niedersächsischen Bergland. Es liegt heute in Niedersachsen und Nordrhein-Westfalen und erstreckt sich vom Tecklenburger Land vorbei an Osnabrück und durch Bielefeld bis nach Horn-Bad Meinberg im Südosten. Bis ins 17. Jahrhundert trug der Gebirgszug mit dem südöstlich anschließenden Eggegebirge den Namen Osning und wird manchmal auch heute noch so genannt.
Überregional bekannt ist der Teutoburger Wald vor allem, weil man lange angenommen hat, dort habe die Varusschlacht (auch Hermannsschlacht oder Schlacht im Teutoburger Wald) zwischen Römern und Germanen im Jahr 9 n. Chr. stattgefunden. Heute gilt dies als eine von mehreren Möglichkeiten (siehe auch Theorien und Spekulationen zum Ort der Varusschlacht). Zu den touristischen Anziehungspunkten gehören das Hermannsdenkmal sowie die Externsteine und die Dörenther Klippen. Höchster Berg ist der Barnacken.

## Name

Beschreibung und Zuschreibung des Osning als den taciteischen Saltus Teutoburgiensis durch Ferdinand von Fürstenberg (2. Ausgabe von 1672)

Im Jahr 1616 wurde der „Osning“ durch den Geografen und Historiker Philipp Clüver in „Teutoburger Wald“ umbenannt – eine Übersetzung des Namens Teutoburgiensis saltus des Gebietes, wo dem römischen Schriftsteller Tacitus zufolge die Varusschlacht (clades Variana – die „Varusniederlage“) stattfand, in der ein römisches durch ein germanisches Heer unter Führung des Cheruskerfürsten Arminius besiegt wurde. Clüver gründete seine Annahme auf den dort vorhandenen Teutberg. Als Erster schloss sich der Blomberger Pastor Johannes Piderit 1627 dieser Meinung an. Eingang in den Sprachgebrauch fand der neue Name seit dem 18. Jahrhundert maßgeblich durch Ferdinand von Fürstenberg, Fürstbischof von Paderborn und Münster, der ihn 1669 in seine „Monumenta Paderbornensia“ übernahm und auch auf von ihm herausgegebenen Landkarten druckte.
Noch heute Osning genannt wird der im Südosten von Bielefeld rund um den Ebberg (309,5 m) befindliche Teil des Teutoburger Waldes. Umgangssprachlich wird der Name Teutoburger Wald in der Region oft als Teuto abgekürzt. Ein Abschnitt des Gebirges bei Bad Iburg heißt Iburger Wald und der Teil zwischen Oerlinghausen und Horn-Bad Meinberg Lippischer Wald. Historisierend wurde der Teutoburger Wald auch als Teutgebirg bezeichnet, so bei Ludwig Altenbernd.

## Geographie

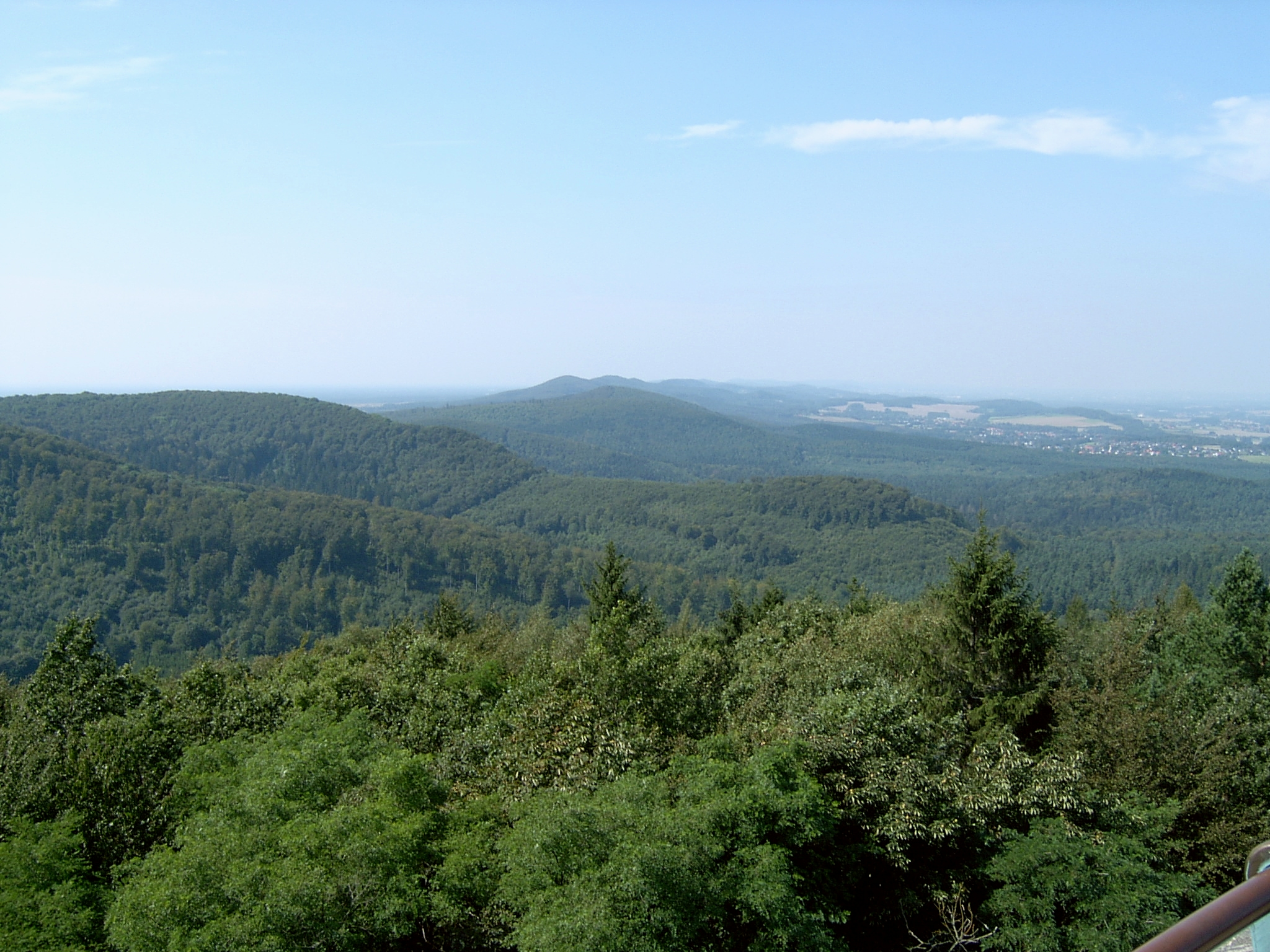
Blick vom Hermannsdenkmal in Richtung Nordwesten

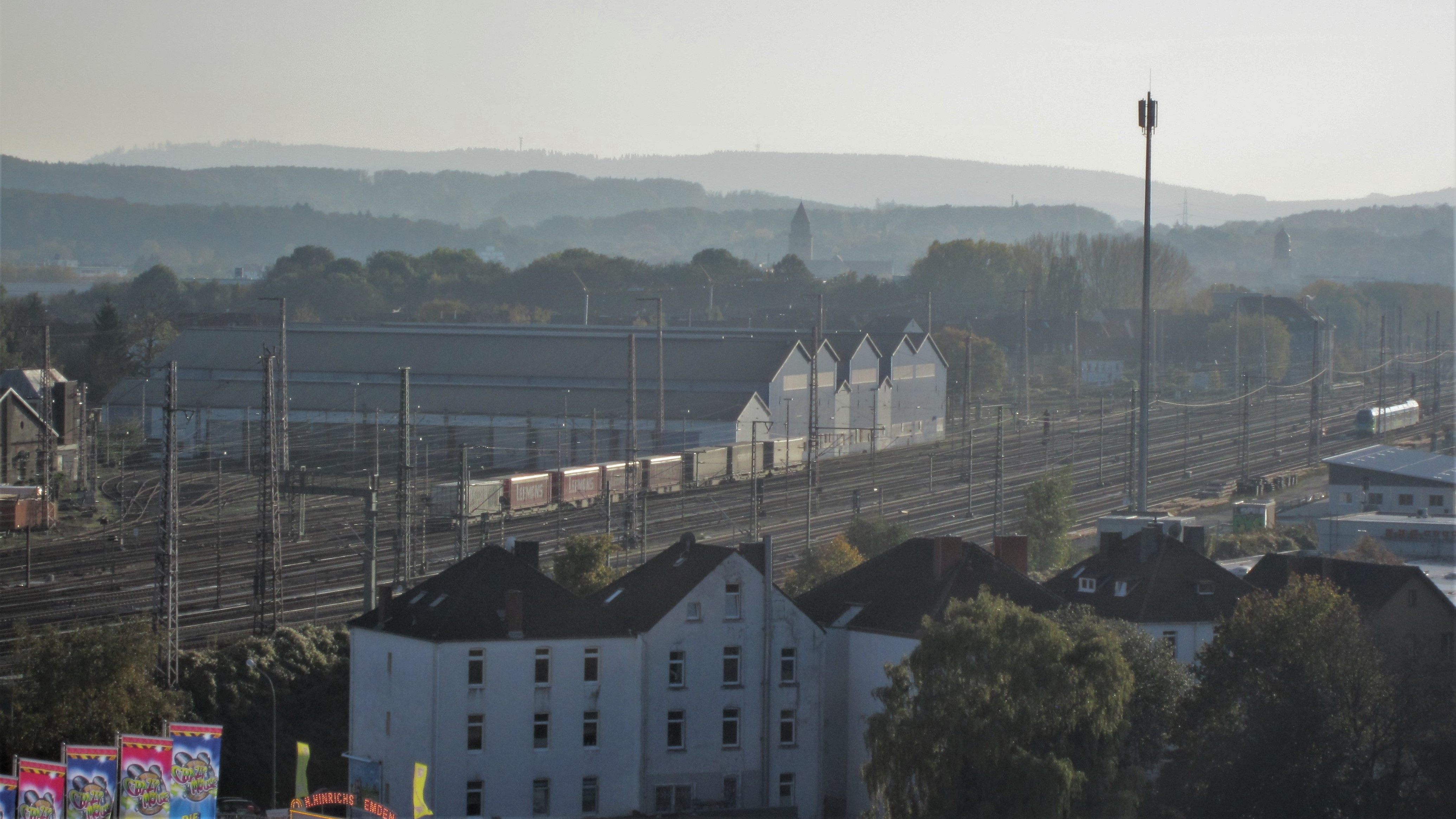
Riesenrad-Blick über die südlichen Vororte Osnabrücks

### Lage
Der Teutoburger Wald liegt im Niedersächsischen Bergland als Teil des Unteren Weserberglands. Bis auf den Abschnitt im Landkreis Osnabrück in Niedersachsen gehört er zu Nordrhein-Westfalen. Er erstreckt sich auf rund 105 km Länge vom Tecklenburger Land durch Ostwestfalen bis Horn-Bad Meinberg im Südosten. Dort liegt die Nahtstelle zum südwärts gerichteten Eggegebirge im Bereich des Kniebergs (365,1 m). Südwestlich des Teutoburger Waldes liegt die Senne als sandiges Vorland.
Der Teutoburger Wald ragt zusammen mit dem nördlich gelegenen Wiehengebirge weit in die Norddeutsche Tiefebene hinein. Südwestlich des Mittelgebirges liegt die Westfälische Bucht, östlich das Lipper Bergland. Der südöstliche Teil des Teutoburger Waldes wurde historisch auch Lippischer Wald (Lippescher Wald) oder Lipper Wald (Lipperwald) genannt.
Die höchsten Erhebungen des Teutoburger Waldes befinden sich mit dem Barnacken (446,4 m) in seinem Südostteil. In Richtung Nordwesten nehmen die Höhen des Gebirges kontinuierlich ab, bis es südsüdöstlich von Hörstel am Huckberg (95,2 m) seine niedrigste Stelle erreicht.

### Berge
Der Teutoburger Wald geht im Südosten in das Eggegebirge über, so dass auf den ersten Blick nicht eindeutig ersichtlich ist, welcher Berg der höchste ist bzw. welcher Berg zu welchem Gebirge gehört. Diesbezüglich werden teils auch noch die Lippische und Preußische Velmerstot erwähnt, die aber, wie oben beschrieben, geologisch gesehen zum Eggegebirge gehören.
Der Barnacken (446,4 m) im äußersten Südosten des Teutoburger Waldes nordwestlich des Silberbachtals ist der höchste Berg des gesamten Gebirges. Die höchste Erhebung in seinem Mittelteil ist der Dörenberg (331,2 m) bei Georgsmarienhütte südlich von Osnabrück. Die nordwestlichste Kuppe (im Osning) über 200 m ist der Leedener Berg (202,4 m) bei Leeden nördlich von Lengerich und östlich von Tecklenburg, rund 450 m östlich der Bundesautobahn 1.
Der Gebirgspass, auf dem die Bundesautobahn 2 das Gebirge zwischen dem Eisgrundsberg (268,1 m) und dem Berg Auf dem Polle (320,4 m) sowie zwischen den Anschlussstellen Bielefeld-Süd und Bielefeld-Ost auf maximal etwa 219 m Höhe überquert, wird Bielefelder Berg genannt.
Zu den Bergen und Bergausläufern (teils lediglich Anhöhen des Teuto-Hauptkamms), im Teutoburger Wald und seinen Ausläufern gehören – sortiert nach Höhe in Meter (m) über Normalhöhennull (NHN; wenn nicht anders angeben in der Regel laut ) und mit nahen Ortschaften:

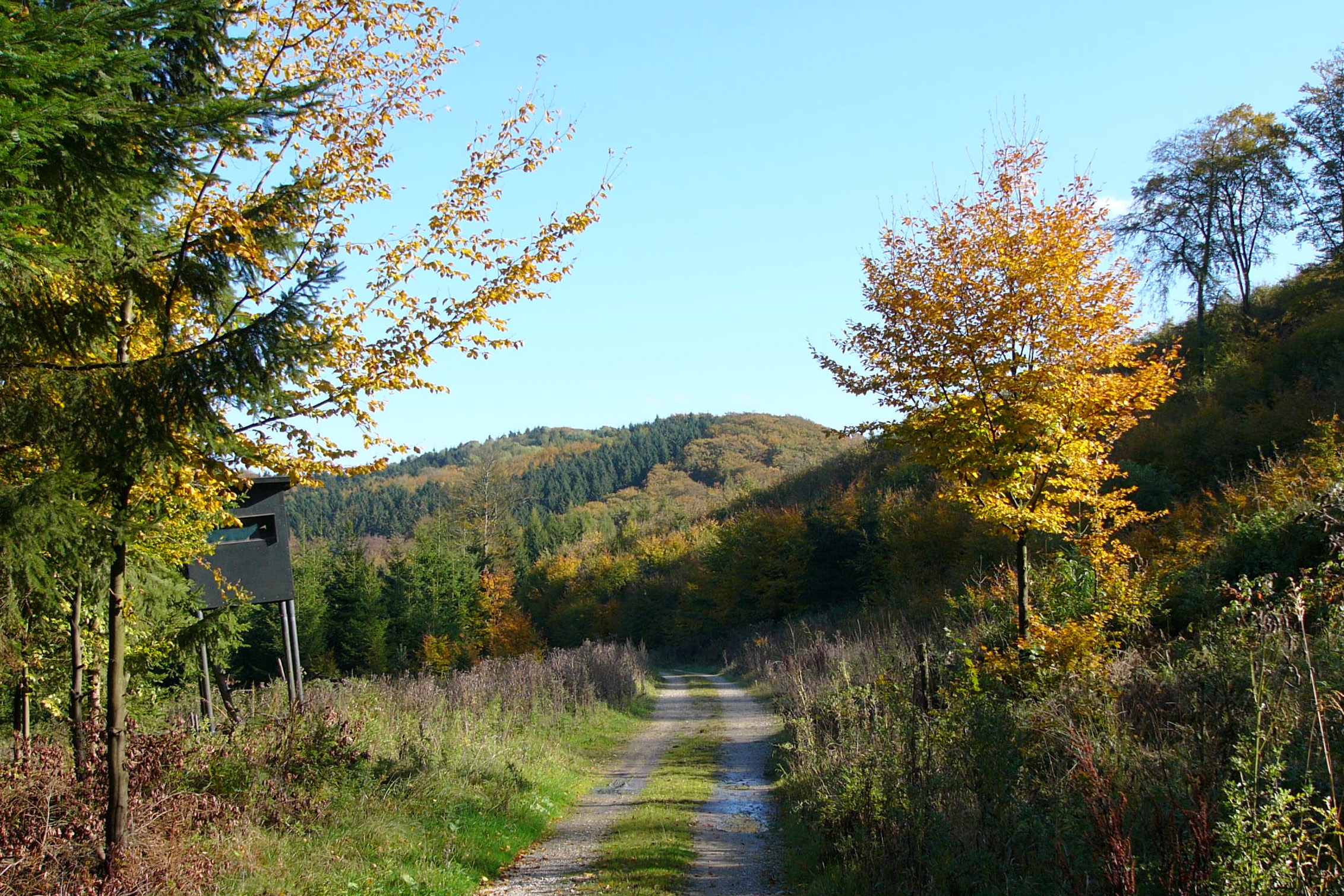
Hermannsberg (Teutoburger Wald)

- Barnacken (446,4 m), Horn-Bad Meinberg-Holzhausen
- Hohlestein (433,2 m), Schlangen-Kohlstädt; mit Hohlsteinhöhle
- Oberer Langenberg (418,8 m), Horn-Bad Meinberg-Holzhausen
- Stemberg (401,9 m), Horn-Bad Meinberg-Holzhausen, mit naher Ruine Falkenburg
- Bielstein (393,6 m), Detmold-Hiddesen, mit Sendeanlage
- Grotenburg (oder Teutberg; 386 m), Detmold-Hiddesen, mit Hermannsdenkmal und Ringwall
- Stapelager Berg (365,2 m)
- Knieberg (365,1 m), Horn-Bad Meinberg, südöstlicher Endpunkt des Teutoburger Waldes
- Hermannsberg (363,7 m)
- Großer Ehberg (339,6 m), Detmold-Pivitsheide V. L.
- Tönsberg (336,9 m), Oerlinghausen, mit Hünenkapelle, Sachsenlager, Löns-Denkmal, Ehrenmal für Gefallene des 1. Weltkriegs, Windmühlenstumpf Kumsttonne
- Dörenberg (331,2 m), Georgsmarienhütte, mit Hermannsturm (Aussichtsturm)
- Hünenburg (312,5 m), Bielefeld, ehemalige Fliehburg mit Fernmeldeturm und Aussichtsturm
- Ebberg (309,5 m), Bielefeld-Senne, mit Eisernem Anton (Aussichtsturm)
- Hankenüll (307,1 m), Dissen und Borgholzhausen
- Hollandskopf (306,6 m), Borgholzhausen
- Johannisegge (293 m), Borgholzhausen, mit Luisenturm (Aussichtsturm)
- Großer Freeden (269 m), Hilter, Fauna-Flora-Habitat-Richtlinien-Schutzgebiet
- Steinegge (266 m), Dissen am Teutoburger Wald
- Hohnsberg (242 m), Bad Iburg
- Westerbecker Berg (235 m), Lienen
- Beutling (ca. 220 m), Melle-Wellingholzhausen, Naturschutzgebiet, Aussichtsturm
- Urberg (218,1 m), Bad Iburg
- Leedener Berg (202,4 m), Tecklenburg-Leeden
- Johannisberg (197 m), Bielefeld
- Kupferberg (197 m), Detmold-Heidenoldendorf
- Limberg (194,3 m), Bad Iburg, Absturzort von Zeppelin LZ 7, 1910
- Lammersbrink (191,9 m), Georgsmarienhütte, mit Varusturm
- Dörenther Klippen (159 m), Ibbenbüren
- Klotenberg (159 m), Brochterbeck
- Hagenberg (139,2 m), Bad Iburg
- Birgter Berg (131,8 m), Hörstel-Birgte
- Lagerberg (128,2 m) Hörstel-Riesenbeck
- Riesenbecker Berg (134 m), Hörstel-Riesenbeck
- Bergeshöveder Berg (118,2 m), Hörstel-Riesenbeck
- Huckberg (95,2 m), Hörstel-Bevergern, nordwestlicher Endpunkt des Teutoburger Waldes

### Wasserscheiden und Fließgewässer
Der mittlere Abschnitt des Teutoburger Waldes ist ein Bestandteil der Weser-Ems-Wasserscheide. Sein äußerster Südosten, in dem sich der Lippische Wald und der oben erwähnte Barnacken befinden, ist ein Teil der Rhein-Weser-Wasserscheide. Die beiden Wasserscheiden begegnen sich in einem hydrographischen Wasserscheidepunkt, der seit dem Jahr 2009 mit dem Dreiflussstein markiert ist.

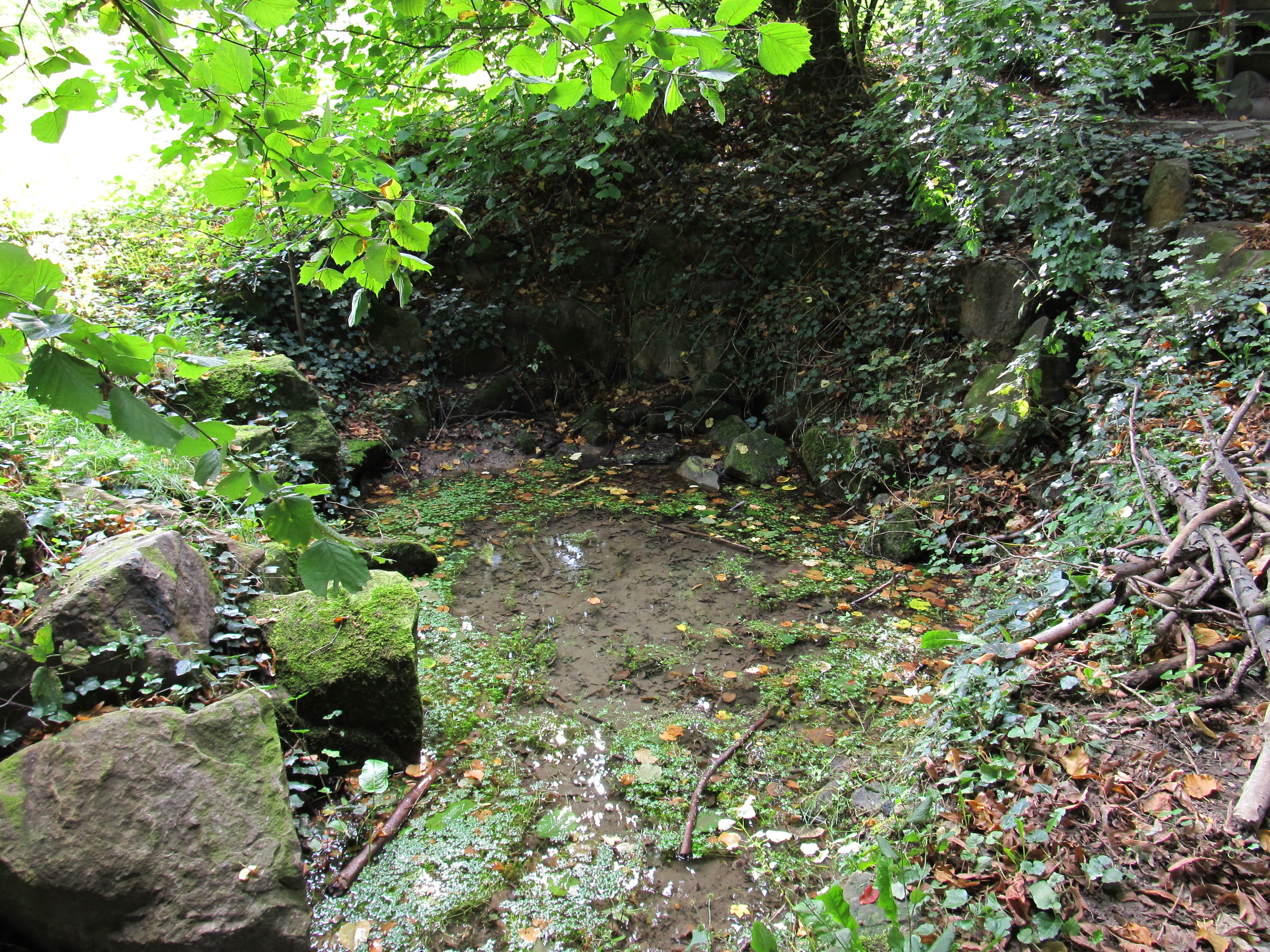
Hasequelle im Puschkental unweit des Hankenüll

Die längsten Fließgewässer, die den Teutoburger Wald entwässern, sind die Ems (ca. 371 km), Lippe (ca. 220 km) und Hase (ca. 170 km). Zudem entspringen in dem im Mittelgebirge oder in seinem Vorland zahlreiche Bäche und mehrere kleine Flüsse (alphabetisch sortiert):
- Die Bever, vereinigt durch mehrere südwestwärts fließende Bäche, ist ein Ems-Nebenfluss.
- Die Dreierwalder Aa (Nordseite) fließt durch das Tal zwischen nordwestlichem Teutoburger Wald und dem Schafberg (westliche Fortsetzung des Wiehengebirges) nordwestwärts zur Ems.
- Die Düte entspringt am Nordosthang des Hohnsberges nordwestlich von Hilter, fließt durch Georgsmarienhütte und mündet unterhalb von Osnabrück in die Hase.
- Die Ems entspringt wie die Lippe in der Senne, in der weitere Ems-Zuflüsse entstehen:
  - Die Dalke mündet nach Aufnahme des Wapelbaches westlich von Gütersloh in die Ems.
  - Der Sennebach, mündet westlich von Rietberg rechtsseits in die Ems.
- Der Floethe entspringt nahe Tecklenburg und fließt als Bevergerner Aa an der Gebirgssüdseite entlang nach Rheine, um dort als Hemelter Bach in die Ems zu münden.
- Glane und Eltingmühlenbach entspringen bei Bad Iburg (Südseite) und münden nach ihrer Vereinigung bei Hembergen in die Ems.
- Die Hase fließt nordwärts zur Ems. Zehn Kilometer nördlich der Quelle zweigt von ihr die Else ab, um ostwärts in Richtung Weser zu fließen.
- Die Hessel fließt westwärts zur Ems.
- Der Johannisbach, größtes Fließgewässer von Bielefeld, heißt ab der Einmündung der Lutter Aa und fließt ostwärts der Werre zu.
- Der Knochenbach in Detmold mit seinem längeren Zufluss, der Wiembecke, mündet in die Werre.
- Die Lippe, ein Rhein-Nebenfluss, entspringt bei Bad Lippspringe in der Senne.
  - Die Glenne, im Oberlauf Haustenbach genannt, mündet westlich von Lippstadt in die Lippe.
  - Die Thune, im Oberlauf Strothe genannt, mündet als Lippe-Zufluss in den Lippesee.
- Die Lutter entspringt im Bielefelder Pass. Ursprünglich floss das gesamte Wasser der Lutterquellen in Richtung Ems, aber schon seit dem Mittelalter wird ein Teil in den Bohnenbach geleitet, der ab der Einleitungsstelle heute Lutter oder Lutterbach genannt wird und sich im Bielefelder Stadtteil Milse mit dem Johannisbach vereinigt.
- Die Warmenau, Grenze von Nordrhein-Westfalen und Niedersachsen im Raum Melle, entspringt nördlich von Werther im Ravensberger Hügelland und fließt der Else zu.
- Die Werre entspringt bei Detmold wenige Kilometer östlich des Kammgebirges im Lippischen Bergland, nimmt in Herford die Aa und bei Löhne die Else auf, bevor sie bei Bad Oeynhausen in die Weser mündet.
- Die Windwehe entspringt in Oerlinghausen am Nordhang des Gebirges, fließt durch Leopoldshöhe und mündet in die Lutter (Lutterbach).

### Naturparks
Fast der gesamte Teutoburger Wald gehört zwei direkt benachbarten Naturparks an: In seinem Nordwestteil (nordwestlich von Bielefeld) und im nördlich gelegenen Wiehengebirge liegt der 1220 km² große Natur- und Geopark TERRA.vita und im Südostteil (südöstlich von Bielefeld) und im Eggegebirge mit Randgebieten südwärts bis zum Diemeltal der 2711 km² große Naturpark Teutoburger Wald/Eggegebirge (besonders früher auch Naturpark Eggegebirge und südlicher Teutoburger Wald genannt).

### Städte
Die größten Städte am Teutoburger Wald sind:
1. Bielefeld (NW, 334.002 Einwohner)
2. Osnabrück (NI, 165.034  Einwohner)
3. Detmold (NW, 73.969 Einwohner)
4. Ibbenbüren (NW, 51.888 Einwohner)
5. Georgsmarienhütte (NI, 31.790 Einwohner)
6. Lengerich (NW, 22.234 Einwohner)

## Geologie

### Entstehungsgeschichte
Die geologische Entstehung des Teutoburger Waldes begann am Ende des Mesozoikums vor etwa 65–70 Millionen Jahren. Als Auswirkung der Saxonischen Bruchschollentektonik kam es zu einem Bruch zwischen den Großschollen der Rheinischen Masse und dem Niedersächsischen Tektogen; dieser Bruch wird heute als Osning-Spalte bezeichnet. Die nördliche Scholle schob sich über die südliche, richtete deren Gesteinsschichten teils senkrecht auf und ließ sie zum Teil sogar umkippen.
Die Gesteinsschichten, aus denen sich der Teutoburger Wald später wie beschrieben auffaltete, waren entstanden, als die Region während des Mesozoikums bis vor rund 65,5 Millionen Jahren nahezu durchgängig von Meeren bedeckt war. Auf dem Meeresgrund bildeten sich zunächst in der Trias, einem für die Bildung der Gesteine des Teutoburger Waldes wichtigen Zeitabschnitt zwischen 251 und 199,6 Millionen Jahren vor heute, überaus mächtige Sedimentablagerungen. Diese setzten sich zusammen aus vom Festland eingeschwemmtem Material, in der Hauptsache Sanden, und den Kalkschalen von Meerestieren. Weitere Sedimentschichten entstanden in der unteren und in der oberen Kreidezeit (ebenfalls Sande und Kalke). Die kreidezeitlichen Sedimente bilden vor allem im Nordteil des Teutoburger Waldes die Hauptkämme. Unter ihrem eigenen Druck verfestigten sich die Sedimente. Aus dem Sand bildete sich Sandstein und aus den Kalkablagerungen Kalkstein.
Einen wesentlichen Anteil am heutigen Erscheinungsbild des Teutoburger Waldes mit seinen ausgeprägten Längstälern hatten zudem die Eiszeiten des Quartär mit ihren starken Erosionen.

### Kämme
Zum großen Teil besteht der Teutoburger Wald aus drei parallelen Kämmen, von denen der nordöstliche und der südwestliche an vielen Stellen von Durchbruchstälern durchschnitten werden, während der mittlere nur an wenigen Stellen und überwiegend nur gering eingeschnitten ist. Die Kämme sind durch die unterschiedliche Härte der hier schräg aus der Tiefe hervortretenden Gesteinsschichten entstanden. Das Gebirge hat nur wenige sichtbare Felsen, darunter sind die Dörenther Klippen im Nordwesten und die Externsteine im Südosten.
Der geologisch älteste Kamm ist der nördliche, der aus Muschelkalk des Trias besteht. Aus der Unterkreide stammt der mittlere Kamm, zugleich der Hauptkamm des Teutoburger Waldes, dessen höchste Erhebung der Barnacken (446,4 m) ist. Dieser Kamm wird aus Osning-Sandstein gebildet. Geologisch am jüngsten ist der südliche Kamm aus Kalkstein der Oberkreide.

## Besiedlungsgeschichte
Das schmale Kammgebirge des Teutoburger Waldes war – wie das Wiehengebirge und das Wesergebirge – vermutlich kaum besiedelt. In diesen Gebirgen wurden aber Burgen errichtet, wobei bevorzugt in die Ebene vorspringende Bergkuppen ausgenutzt wurden. Dort waren sie nur wenige Kilometer vom besiedelten Flachland entfernt, hatten gute Verbindung dorthin und konnten leicht erreicht werden. Zu den Flucht- oder Volksburgen der „Rhein-Weser-Germanen“ (vgl. Cherusker) um Christi Geburt sind (laut Gerhard Mildenberger) die Grotenburg (am Hermannsdenkmal), die Hünenburg bei Bielefeld und der Tönsberg in Oerlinghausen zu rechnen. Bei der Löwenburg in Lämershagen, einem Bielefelder Stadtteil im Stadtbezirk Stieghorst, handelt es sich ebenfalls um eine Wallburg, die bis ins Hochmittelalter genutzt wurde. Ihr Name bezieht sich auf Heinrich den Löwen.
Darüber hinaus gibt es im Teutoburger Wald zwei Ritterburgen, heute mehr rekonstruiert als original: Die Burg Ravensberg bei Borgholzhausen gab dem Ravensberger Land den Namen. Später verlegten die Grafen von Ravensberg ihren Hauptsitz auf die Sparrenburg in Bielefeld, deren Sparren heute Wappenzeichen der Stadt Bielefeld und des ganzen Ravensberger Landes ist und die bis in die ersten Jahrzehnte brandenburgischer Herrschaft Verwaltungssitz der Region war.
Ein weiterer Grafensitz war die Burg Tecklenburg in Tecklenburg. Nachdem die Grafschaft Tecklenburg an Preußen gekommen war, wurde sie 1744 auf Anordnung der preußischen Regierung weitgehend abgerissen. Die Region ist nach diesem Grafensitz als Tecklenburger Land bezeichnet.
Im Spätmittelalter, der Zeit der geringsten Wald- und ausgedehntesten Ackerflächen in Mitteleuropa, wurden auch Kammlagen landwirtschaftlich genutzt, die heute wieder bewaldet sind. Eine ehemalige nicht wieder aufgeforstete Ackerfläche dieser Art ist die Ochsenheide in Bielefeld.

## Tourismus

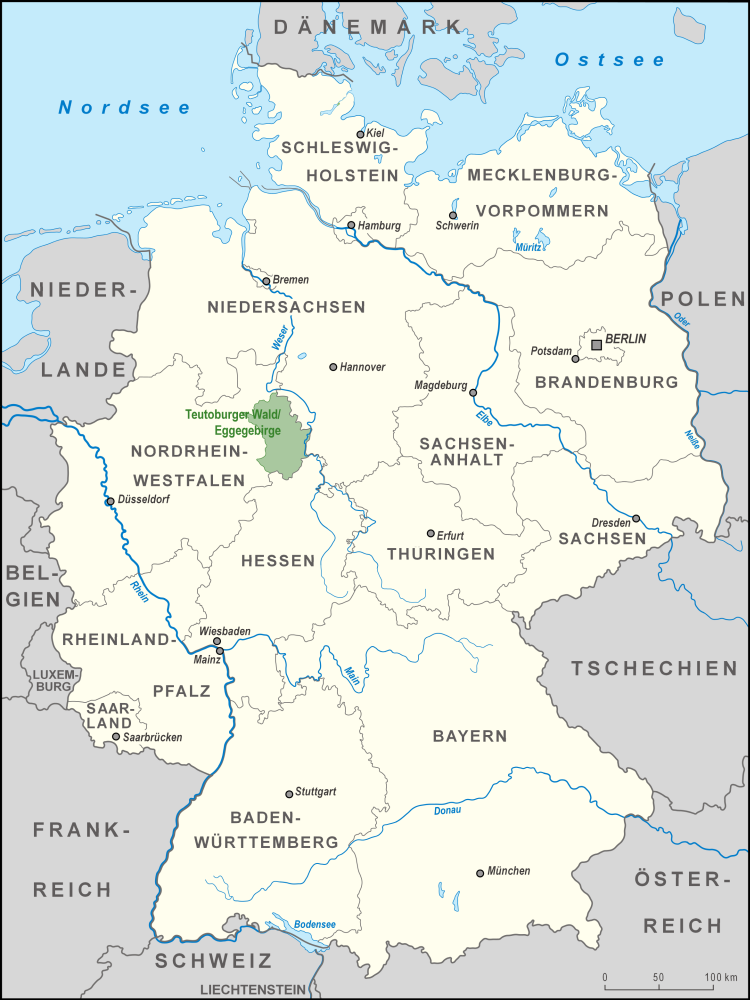
Naturpark Teutoburger Wald / Eggegebirge

Touristisch versteht sich die „Urlaubsregion Teutoburger Wald“ als über den reinen Höhenzug des Teutoburger Waldes hinausgehend. Die gesamte Region Ostwestfalen-Lippe (Regierungsbezirk Detmold) und darüber hinaus wird unter Teutoburger Wald vermarktet. Dabei macht man sich die relative Bekanntheit des Begriffs in Deutschland zu Nutze. Die Akzeptanz und die Identifikation mit dem Begriff Teutoburger Wald ist innerhalb der Region Ostwestfalen-Lippe unterschiedlich stark ausgeprägt. Seit dem Jahr 2001 engagiert sich der Natur- und Geopark TERRA.vita im Bereich des Teutoburger Waldes westlich von Bielefeld und erschließt insbesondere landschaftsgeschichtliche Sehenswürdigkeiten für Besucher.

### Wandern
Fast alle bewaldeten Berge des Teutoburger Waldes sind mit einem ausgedehnten Wegenetz attraktiv zum Wandern. Zumeist über seinen Hauptkamm führt als Teil der Hermannshöhen der 156 km lange Hermannsweg, einer der deutschen Fernwanderwege. Seit dem 5. September 2008 ist er ein vom Deutschen Wanderverband zertifizierter Qualitätswanderweg. Zwischen den Bergen Bielstein im Westen und Grotenburg im Osten liegt das in Nord-Süd-Richtung verlaufende und bei Wanderern beliebte Heidenbachtal.
Ebenfalls nach den Kriterien des Deutschen Wanderverbands zertifiziert ist der Eggeweg, der zusammen mit dem Hermannsweg als Hermannshöhen beschildert und beworben wird. Weitere zertifizierte Wege in der Urlaubsregion Teutoburger Wald sind der Paderborner Höhenweg, der Viaduktwanderweg bei Altenbeken und der Hansaweg zwischen Herford und Hameln.

### Gesundheit
Die Urlaubsregion Teutoburger Wald weist mit insgesamt sieben Heilbädern eine recht hohe Angebotsdichte im Bereich Gesundheit auf. Neben klassischen Kur- und Rehaaufenthalten entwickelt sich zunehmend auch privatbezahlter Gesundheitsurlaub, der nicht mit Wellness im engeren Sinne identisch ist. Die medizinische Kompetenz der Kliniken und Hotelangebote werden dabei verknüpft.

### Sehenswürdigkeiten

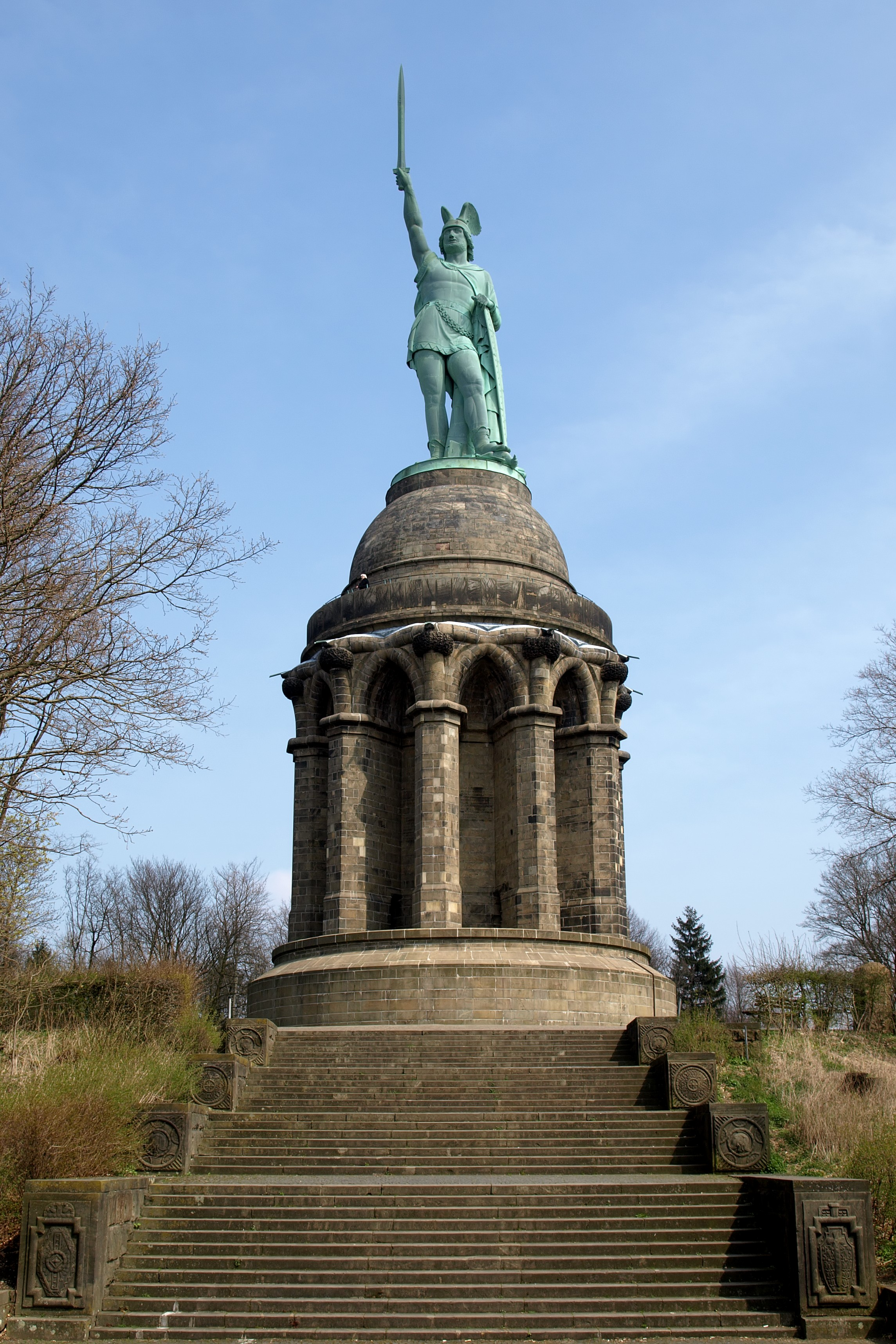
Hermannsdenkmal

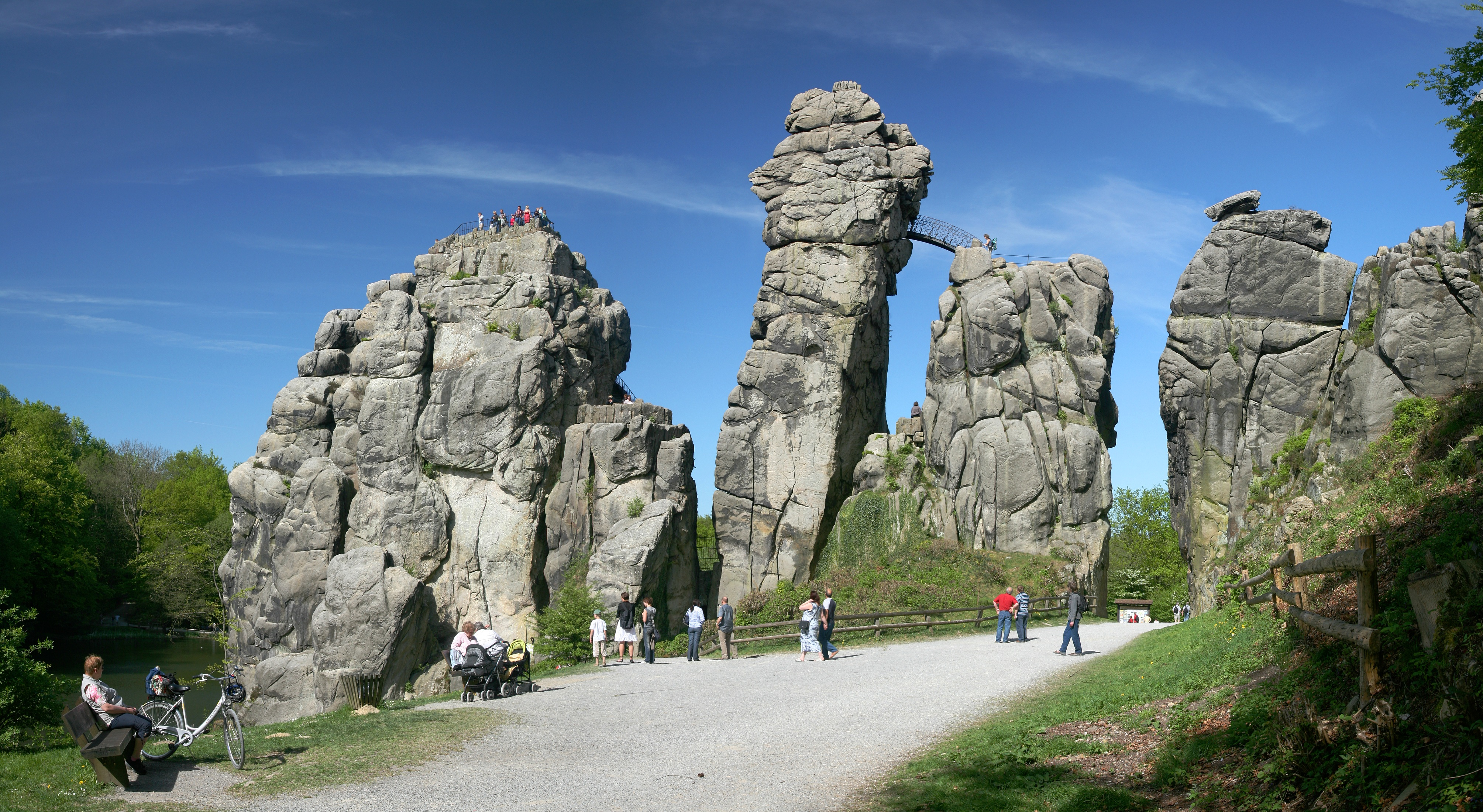
Externsteine

Zu den Ausflugszielen und Sehenswürdigkeiten im oder nahe dem Teutoburger Wald gehören:
- Archäologisches Freilichtmuseum Oerlinghausen, Freilichtmuseum am Barkhauser Berg
- Dörenther Klippen, Sandstein-Felsformation mit Felsen Hockendes Weib; bei Ibbenbüren
- Donoperteich, in einem Naturschutzgebiet zwischen Hiddesen und Pivitsheide V. H.
- Eggegebirge, direkt südöstlich an den Teutoburger Wald anschließendes Nachbargebirge
- Externsteine, Sandstein-Felsformation; bei Horn-Bad Meinberg
- Römerlager Bielefeld-Sennestadt, Römisches Marschlager aus der Zeit um Christi Geburt[8]
- Ruine Falkenburg, Ruine einer 1190 bis 1194 erbauten Burg; bei Detmold-Berlebeck
- Fürstenallee, historischer Abschnitt der heutigen Landesstraße 937; südlich der Gauseköte
- Gauseköte, Passhöhe im Teutoburger Wald
- Hermannsdenkmal, 1838 bis 1875 erbautes Denkmal; bei Detmold-Hiddesen
- Hermannsturm, Aussichtsturm auf dem Dörenberg; bei Georgsmarienhütte
- Hermannsweg, Wanderweg als Teil des Hermannshöhenweges auf dem Gebirgshauptkamm
- Burg Ravensberg, 1080 errichtet; bei Borgholzhausen
- Sparrenburg, vor 1250 errichtet; in Bielefeld
- Seit 2018 befindet sich in Bad Iburg auf dem Urberg einer der ersten Weinberge in Niedersachsen.

## Filmdokumentation
- Wildschweine im Teutoburger Wald. Deutsche TV-Dokumentation (2007) von Günter Goldmann, 44 Minuten.

## In der Fiktion
Im Film Crash 2030 – Ermittlungsprotokoll einer Katastrophe gibt es am 6. August 2030 einen Waldbrand bei dem auch das Hermannsdenkmal zerstört wird.